# Yudai (köpinghuvudort i Kina, Jiangsu Sheng, lat 32,22, long 118,91)
Yudai (kinesiska: 玉带) är en köpinghuvudort i Kina. Den ligger i provinsen Jiangsu, i den östra delen av landet, omkring 20 kilometer nordost om provinshuvudstaden Nanjing. Antalet invånare är 22 161. Befolkningen består av 10 838 kvinnor och 11 323 män. Barn under 15 år utgör 10,0 %, vuxna 15-64 år 74 %, och äldre över 65 år 14,0 %.
Runt Yudai är det mycket tätbefolkat, med 1 956 invånare per kvadratkilometer. Närmaste större samhälle är Yanziji, 12,2 km sydväst om Yudai. Trakten runt Yudai består till största delen av jordbruksmark.
Genomsnittlig årsnederbörd är 1 291 millimeter. Den regnigaste månaden är juli, med i genomsnitt 289 mm nederbörd, och den torraste är december, med 32 mm nederbörd.